# L'oro dei Matia Bazar - Solo tu
L'oro dei Matia Bazar - Solo tu è la prima raccolta dei Matia Bazar, pubblicata su LP dalla Ariston Records (catalogo AR LP 12326) nel 1977 e dalla Oxford (catalogo OX 3148) nel 1979, anticipata dal singolo Solo tu/Per un minuto e poi... (1977).

## Descrizione
Raggiunge la 4ª posizione nella classifica italiana degli album più venduti del 1978.
Come suggerito dal titolo, il disco contiene il brano di successo Solo tu, inedito su album.

## Tracce
L'anno indicato è quello di pubblicazione dell'album che contiene il brano.
Lato A
1. Solo tu – 3:29 (testo: Aldo Stellita – musica: Piero Cassano, Carlo Marrale) – Inedito su album
2. Che male fa – 3:50 (testo: Aldo Stellita – musica: Carlo Marrale, Piero Cassano) – 1977
3. Per un'ora d'amore (versione album) – 3:58 (testo: Giovanni Belfiore, Aldo Stellita – musica: Carlo Marrale, Piero Cassano) – 1976
4. Un domani sempre pieno di te – 4:24 (testo: Aldo Stellita – musica: Carlo Marrale, Piero Cassano) – 1976
5. Stasera che sera – 3:23 (testo: Aldo Stellita – musica: Carlo Marrale, Piero Cassano) – 1975

Lato B
1. Ma perché[4] – 3:23 (testo: Aldo Stellita – musica: Carlo Marrale, Piero Cassano) – 1977
2. Per un minuto e poi... – 5:44 (testo: Aldo Stellita – musica: Piero Cassano, Carlo Marrale) – 1977
3. Cavallo bianco (versione album) – 4:59 (testo: Giovanni Belfiore, Aldo Stellita – musica: Piero Cassano, Carlo Marrale) – 1976
4. Gente d'ogni età – 6:54 (testo: Aldo Stellita – musica: Piero Cassano, Carlo Marrale) – 1976

## Formazione
- Antonella Ruggiero - voce solista, percussioni
- Piero Cassano - tastiere, voce
- Carlo Marrale - chitarre, voce
- Aldo Stellita - basso
- Giancarlo Golzi - batteria

## Classifiche
| Classifica (1978) | Posizione raggiunta |
| ----------------- | ------------------- |
| Italia            | 3                   |

## Sencillez
Sencillez è una raccolta dei Matia Bazar pubblicata in Spagna su LP dall'etichetta discografica Hispavox (catalogo S 60.147) nel 1978.

### Il disco
Non è presente nella discografia ufficiale del gruppo, che verosimilmente riporta solo incisioni pubblicate in Italia, ma fa parte di un esiguo gruppo di singoli e raccolte ufficiali, con brani cantati dalla band in spagnolo, pubblicati in diversi paesi (Spagna, Argentina, Colombia) e destinati ai mercati di lingua latina.
Contiene i brani della raccolta L'oro dei Matia Bazar - Solo tu, pubblicata l'anno precedente, tradotti e cantati in spagnolo con l'esclusione di Un domani sempre pieno di te, Per un minuto e poi... e Gente d'ogni età, sostituiti dalle traduzioni delle nuove canzoni del 1978: i due singoli E dirsi ciao e Mister Mandarino e i due brani provenienti dall'album Semplicità Tu semplicità e Playboy.
Tutti questi brani in spagnolo fanno parte, insieme ad altri in italiano, della raccolta di canzoni rimasterizzate su CD e LP Grandes Exitos del 1996; ma soltanto alcuni di essi sono stati inseriti nel doppio CD Fantasia - Best & Rarities del 2011.

### Tracce
Tutti i testi in spagnolo sono di Luís Gomez-Escolar Roldán.
Lato A
1. Tu o la sencillez (Tu semplicità) – 4:14
2. Por una hora a tu lado (Per un'ora d'amore) – 3:32
3. Esta tarde...que tarde (Stasera... che sera!) – 3:28
4. Que mas me da (Che male fa) – 3:53
5. Solo tu – 3:45

Lato B
1. Mister Mandarino – 3:36
2. Caballo blanco (Cavallo bianco) – 4:42
3. Y porque (Ma perché) – 3:23
4. Y decir, chao (E dirsi ciao) – 4:46
5. Playboy – 3:57